# Izia (album)
Albums de Izia
So Much Trouble
(2011)
Singles
1. Back In Town
Sortie : 7 décembre 2009
2. Let Me Alone

Izia est le premier album du groupe de rock français du groupe du même nom, Izia, et du nom de la leader et chanteuse du groupe, Izïa Higelin.

## Historique
Entièrement en langue anglaise et signée par le label AZ, l'album sort le 8 juin 2009, enregistré en 10 jours dans les conditions du live, afin de préserver ce que dégage le groupe sur scène.
À l'exception de Hey Bitch et Life Is Going Down, paroles et musique Izïa Higelin, les autres titres sont cosignés avec Sébastien Hoog et Antoine Toustou pour ce qui est de la musique. Bien que catalogué rock, l'album aborde une très large palette de cette musique, on y découvre des ambiances qui vont du Rock seventies (Back in Town) à la ballade guitare/voix (Sugar Cane) en passant par le Punk (Hey Bitch !) et le Funk (Blind). 
Le titre Back In Town est sorti en single (plateforme de téléchargement uniquement) et a été utilisé pour le générique de fin du film A Bout Portant.

## Réception

### Commerciale
Peu diffusé en radio parce que jugé trop rock, le disque atteint la 31e place des ventes en France et restera dans le Top 100 durant dix-sept semaines. Après les Victoires de la musique 2010, il atteint la 24e place mi-mars 2010. Le 29 mars 2010, Izïa annonce que l'album est disque d'or. Il a atteint la 3e place de téléchargements d'albums sur l'iTunes Store, et quant à sa chanson-phare, Let Me Alone, elle est arrivée en seconde position dans le classement des singles sur le même site [réf. nécessaire].
Cet album sera certifié disque d'or en France et sera remis au groupe après un concert à l'Olympia le 14 novembre 2010

### Critique
L'album a reçu le prix de Meilleur Album Rock de l'année aux Victoires de la musique 2010 et est considéré comme une des révélations françaises de l'année 2009[réf. nécessaire].
L'album est inclus dans l'ouvrage Philippe Manœuvre présente : Rock français, de Johnny à BB Brunes, 123 albums essentiels.

## Liste des titres
Toutes les paroles sont écrites par Izïa Higelin, toute la musique est composée par Izïa Higelin, Sébastien Hoog & Antoine Toustou sauf indications.
| No  | Titre              | Musique                                   | Durée |
| --- | ------------------ | ----------------------------------------- | ----- |
| 1.  | Back In Town       | Higelin, Hoog                             | 4:06  |
| 2.  | Lola               |                                           | 3:07  |
| 3.  | The Train          | Higelin, Hoog                             | 2:50  |
| 4.  | Hey Bitch!         | Higelin                                   | 3:43  |
| 5.  | Let Me Alone       |                                           | 3:51  |
| 6.  | Blind              |                                           | 3:42  |
| 7.  | Burning            | Higelin, Hoog, Vincent Polycarpe, Toustou | 3:57  |
| 8.  | Life Is Going Down | Higelin                                   | 4:33  |
| 9.  | The Light          |                                           | 3:47  |
| 10. | Take Me Back       | Higelin, Hoog                             | 3:22  |
| 11. | Disco Ball         | Higelin, Hoog, Polycarpe, Toustou         | 4:41  |
| 12. | Sugar Cane         | Higelin, Hoog                             | 3:42  |

## Musiciens
- Izïa Higelin : chant, guitare sur « Life Is Going Down »
- Sébastien Hoog : guitares
- Antoine Toustou : basse
- Vincent Polycarpe : batterie, percussions

## Classement et certification
Classement album
| Pays   | Durée du classement | Meilleur classement |
| ------ | ------------------- | ------------------- |
| France | 69 semaines         | 24e                 |

Certifications
| Pays   | Certification | Ventes   | Date       |
| ------ | ------------- | -------- | ---------- |
| France | Or            | 50 000 + | 14/11/2010 |